# Dukwa Bamba
Pour les articles homonymes, voir Bamba.
Dukwa Bamba, né le 24 août 1981, est un coureur cycliste congolais (RDC).

## Palmarès
- 2006
  -  Champion de République démocratique du Congo sur route
  - Grand Prix Motayo
- 2010
  -  Champion de République démocratique du Congo sur route
  - Kinshasa Classic
  - Lubumbashi (L'Entente Provinciale de Cyclisme de Lubumbashi Eucylu)
- 2012
  - 2e du Challenge Hugues Ngouelondelé
  - 3e du championnat de République démocratique du Congo sur route
- 2013
  - 8e étape du Tour de la République démocratique du Congo
- 2014
  -  Champion de République démocratique du Congo sur route